# Wenger
Wenger ist ein 1893 gegründeter Schweizer Hersteller von Taschenmessern und Messern, der insbesondere als einer der beiden Originalhersteller des Schweizer Taschenmessers international bekannt ist. Das Unternehmen wurde 2005 von dem Konkurrenten Victorinox übernommen. Die zwei Marken arbeiten in den meisten Fällen separat voneinander. Seit 2013 ist Wenger im Victorinox-Sortiment nur noch der Markenname einer Armbanduhrenlinie für Damen und Herren sowie einer Gepäck- und Accessoire-Serie.

## Geschichte

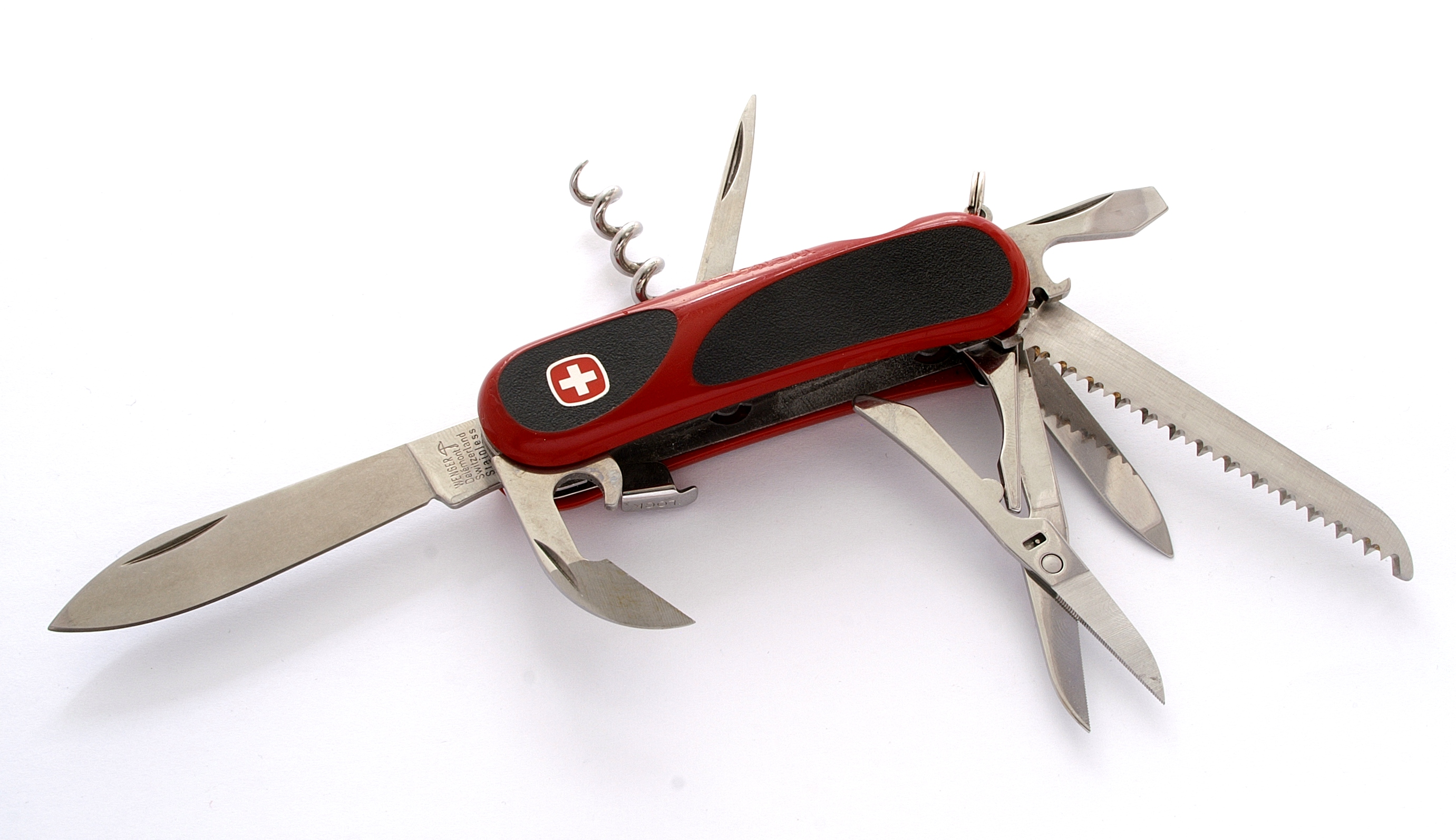
Schweizer Messer von Wenger

Das Unternehmen wurde 1893 von Paul Boéchat unter dem Namen Paul Boéchat & Cie. gegründet. Sitz war die Gemeinde Courtételle im damaligen Schweizer Kanton Bern, heute Kanton Jura. 1895 wurde das Unternehmen von einer Investorengruppe aufgekauft und in Fabrique suisse de coutellerie S.A. umbenannt; 1900, nach der Fusion mit der Basler Besteckfabrik, in Schweizer Besteckfabrik. Gleichzeitig zog man in diesem Jahr in die Nachbargemeinde Delémont um, die bis heute Firmensitz geblieben ist.
1901 wurden erstmals Taschenmesser an die Schweizer Armee geliefert. Den Namen Wenger erhielt das Unternehmen im Jahr 1907, als Théo Wenger, der schon seit 1898 Direktor war, die Fabrik aufkaufte und sie in Wenger & Co. umbenannte. 1920 schloss sich Wenger der Birstaler Krankenkasse an. 1922 erhielt das Unternehmen den heutigen Namen Wenger S.A.
2001 begann für Wenger ein wirtschaftlicher Abstieg, da infolge der Terroranschläge am 11. September 2001 die Mitnahme selbst kleiner Messer im Flugzeug-Handgepäck nahezu weltweit verboten wurde. Dementsprechend wurde auch der Verkauf solcher Messer in Duty-Free-Shops auf Flughäfen eingestellt, die eine bedeutende Absatzquelle für Schweizer Messer darstellten. Aufgrund des daraus resultierenden Gewinneinbruches geriet Wenger in finanzielle Schwierigkeiten. Konkurrent Victorinox erlebte mit einem Gewinneinbruch von 30 % dieselben Probleme, konnte aber aufgrund des höheren Gesamtumsatzes in der Gewinnzone bleiben.
2005 stand Wenger vor der Insolvenz und wurde von Victorinox, dem anderen Originalhersteller des Schweizer Taschenmessers, übernommen. Ein Hauptgrund für diese Übernahme war nach Angaben von Victorinox der Verbleib von Wenger in eidgenössischer Hand, da man bei einem Kauf durch ausländische Investoren eine Rufschädigung für die berühmten Schweizer Messer befürchtete. Wenger blieb trotz der Übernahme als eigenständige Marke erhalten und behielt Unabhängigkeit in Bezug auf Entwicklung, Produktion und Marketing seiner Produkte. Wenger und Victorinox traten am Markt nach wie vor als Konkurrenten auf.

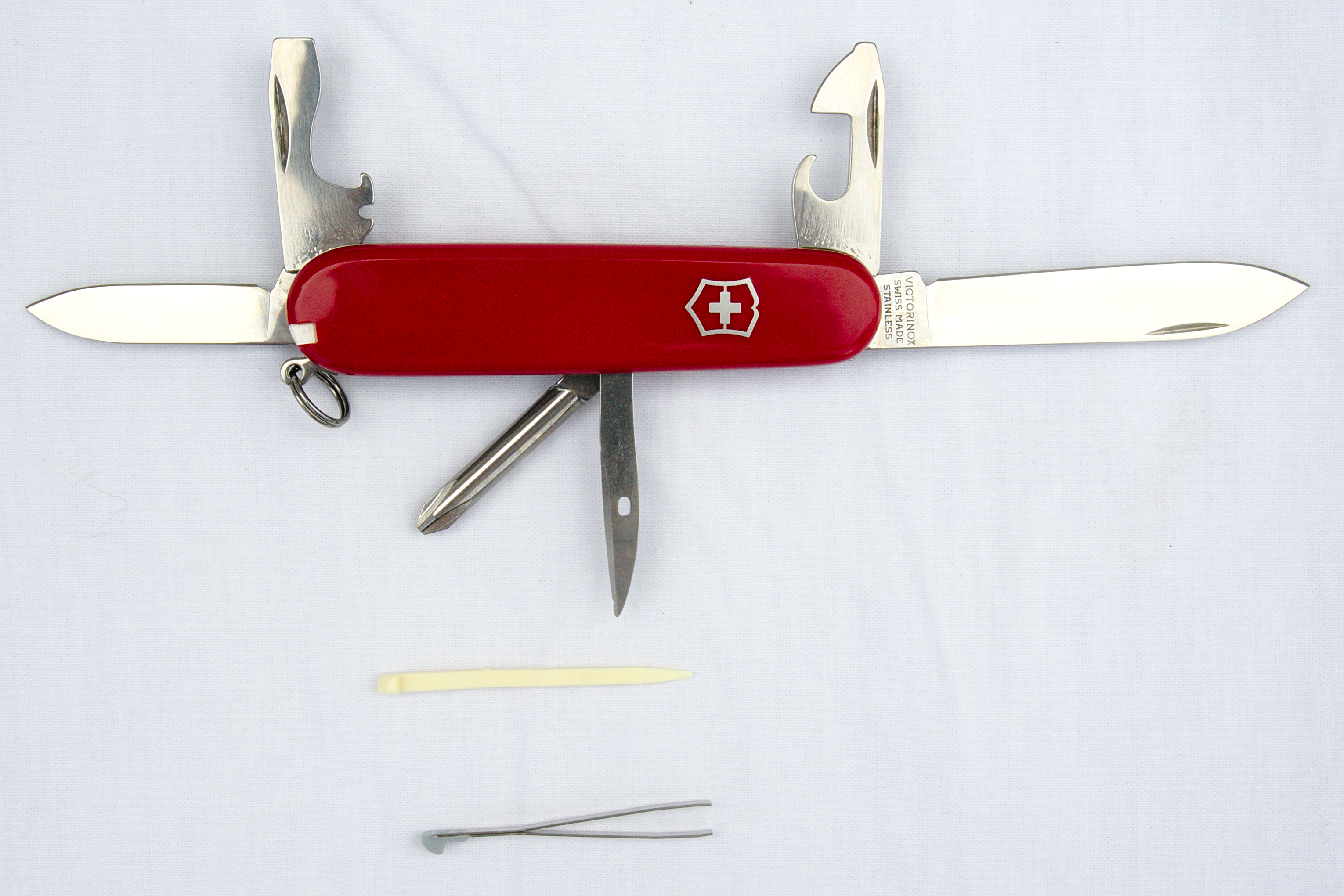
Tinker-Messer mit dem länglicheren Victorinox-Logo zum Vergleich

2013 gab Victorinox bekannt, dass die Marke Wenger für Messer nicht mehr verwendet wird. Stattdessen würden alle Messer unter der Kernmarke Victorinox verkauft werden. Der Produktionsstandort für Messer in Delémont bliebe erhalten. Teile der bisherigen Messerkollektion würden als Victorinox Delémont-Kollektion unter dem Firmenlogo von Victorinox weitergeführt.
Das seit 1988 bestehende Armbanduhrengeschäft am Produktionsstandort Porrentruy wird weiterhin unter der Marke Wenger fortgeführt. Zum Sortiment gehören Damen- und Herren-Armbanduhren im mittleren bis niedrigen Preisgefüge. Das Gleiche gilt auch für Lizenzprodukte wie Koffer, Reisezubehör und Ähnliches. Auf diesen Produkten blieb das Wenger-Logo erhalten, das sich vom Victorinox-Logo durch seine nahezu quadratische Form mit abgerundeten Ecken unterscheidet.

## Messer

Klingenstempelung mit angedeuteter Armbrust.

Die wichtigsten Wenger-Produkte waren die Schweizer Messer – üblicherweise mit roten Kunststoff-Griffschalen – die zusammengeklappt eine Länge von 85 mm aufweisen. Seit 2004 versah Wenger seine Messer unter der Produktbezeichnung Evolution mit ergonomisch geformten Griffschalen, das Design stammte von den beiden Schweizer Designern Patrick Eppenberger und Paolo Fancelli; die klassischen flachen Griffschalen wurden allerdings weiterhin angeboten. Es gab auch Griffschalen in anderen Farben oder aus anderen Materialien. Ebenso wie Victorinox versah Wenger seine Taschenmesser mit dem Schweizerkreuz als Markenzeichen. Zu unterscheiden sind die beiden Marken dabei am Rahmen um dieses Kreuz: Wenger verwendet einen rechteckigen Rahmen, Victorinox einen wappenförmigen. Auf der Klinge ist zudem der Markenname zusammen mit einer angedeuteten Armbrust eingeprägt. Diese ist eine Anspielung auf den Schweizer Nationalhelden Wilhelm Tell, ein der Legende nach meisterhafter Armbrustschütze.
Es gibt zahlreiche Varianten des Schweizer Messers von Wenger. Die einfachsten haben nur eine Klinge und ein Kombiwerkzeug, das als Kapselheber, Dosenöffner und Schraubenzieher fungiert. Die umfangreichsten Messer dagegen haben mehrere Dutzend Funktionen. Zudem gibt es Messer, die für spezielle Zielgruppen wie Radfahrer, Golfer oder Angler bestimmt sind. Im Gegensatz zu Victorinox bot Wenger einige seiner Schweizer Messer auch mit feststellbarer Backlock-Klinge an.

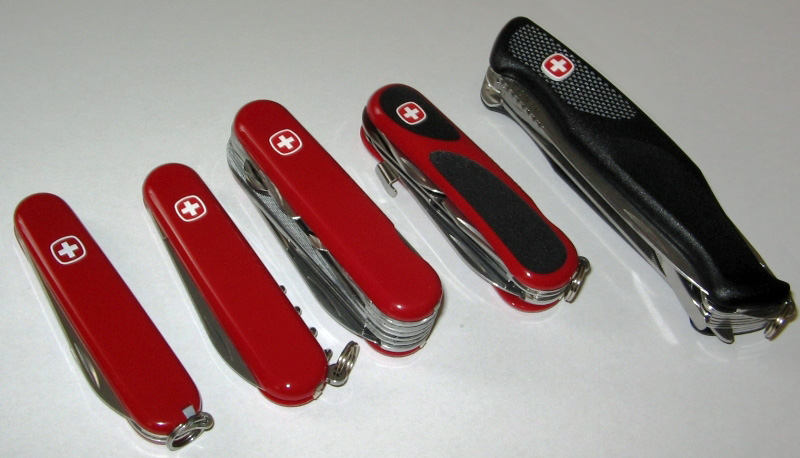
Verschiedene Wenger-Messer. Rechts aussen ein grösseres Messer der NewRanger-Serie, links daneben eines mit EvoGrip-Griffschalen.

Neben den 85-mm-Messern existieren auch Schweizer Messer in anderen Grössen. Kleinere Messer haben zusammengeklappt eine Länge von 65 mm, grössere Messer – angeboten unter den Bezeichnungen Ranger, NewRanger und RangerGrip – eine von 127 mm. Die Klingen dieser grösseren Messer sind in der Regel mit Liner-Lock-System feststellbar. Einige Modelle der NewRanger- und RangerGrip-Linie sind einhändig zu öffnen, wodurch das Führen dieser Messer in Deutschland nach § 42a des deutschen Waffengesetzes eingeschränkt ist.
Mit dem Giant Knife 2007, einem 24 cm breiten, mit 87 Werkzeugen bestückten, 141 Funktionen bietenden und 1345 g schweren Taschenmesser sicherte sich Wenger 2007 den Eintrag für das weltgrösste Taschenmesser im Guinness-Buch der Rekorde.
In Zusammenarbeit mit verschiedenen Partnern entwickelte Wenger mehrfach besondere Versionen seiner Schweizer Messer. Ab 1989 stellte das Unternehmen in Zusammenarbeit mit dem Weltverband der Pfadfinder, der World Organization of the Scout Movement, das «offizielle Weltpfadfinder-Messer» (Official World Scout Knife) her. 2000 wurde die Porsche-Design-Linie veröffentlicht, welche mit einem speziellen Griffschalen-Design an die Sportwagen aus Deutschland erinnern sollte. 2007 arbeitete Wenger mit dem Schweizer Segelteam Alinghi zusammen, um auf Basis der NewRanger-Linie spezielle Messer für Segler zu entwickeln, welche die Besatzung der Alinghi dann auch beim 32. America’s Cup 2007 mitführte. Ebenfalls auf dem NewRanger basierend wurde in Zusammenarbeit mit dem Abenteurer und Umweltaktivisten Mike Horn ein ab 2009 erhältliches Messer entwickelt.
Küchenmesser für den Privatgebrauch wurden von Wenger unter der Markenbezeichnung Grand Maître (dt. Grosser Meister) vertrieben, professionelle Berufsmesser wie Fleischermesser unter der Bezeichnung SWIBO. Ein traditionelles Erkennungsmerkmal der SWIBO-Messer ist der leuchtend gelbe Kunststoffgriff. Später standen auch andere Grifffarben zur Auswahl.
Die tägliche Produktion bei Wenger belief sich 2007 auf rund 22'000 Schweizer Messer, 5000 SWIBO-Messer und 1000 Grand-Maître-Messer.